# Markéta Pekarová Adamová
Markéta Pekarová Adamová, née le 2 octobre 1984 à Litomyšl, est une agente en entreprise privée et femme politique tchèque, membre du mouvement TOP 09.

### Parcours politique

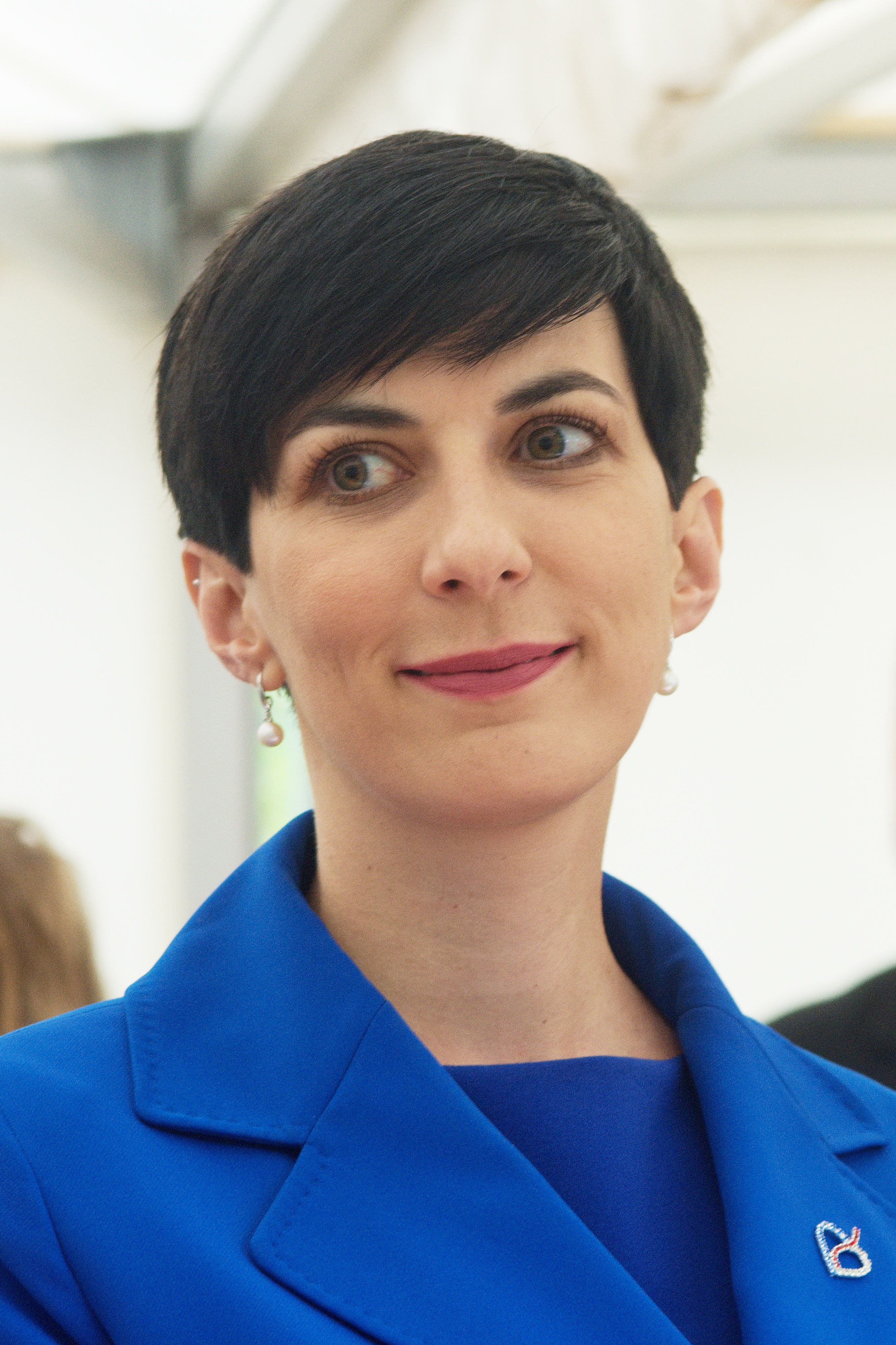
Markéta Pekarová Adamová en mai 2022.